# Westport (Nowa Zelandia)

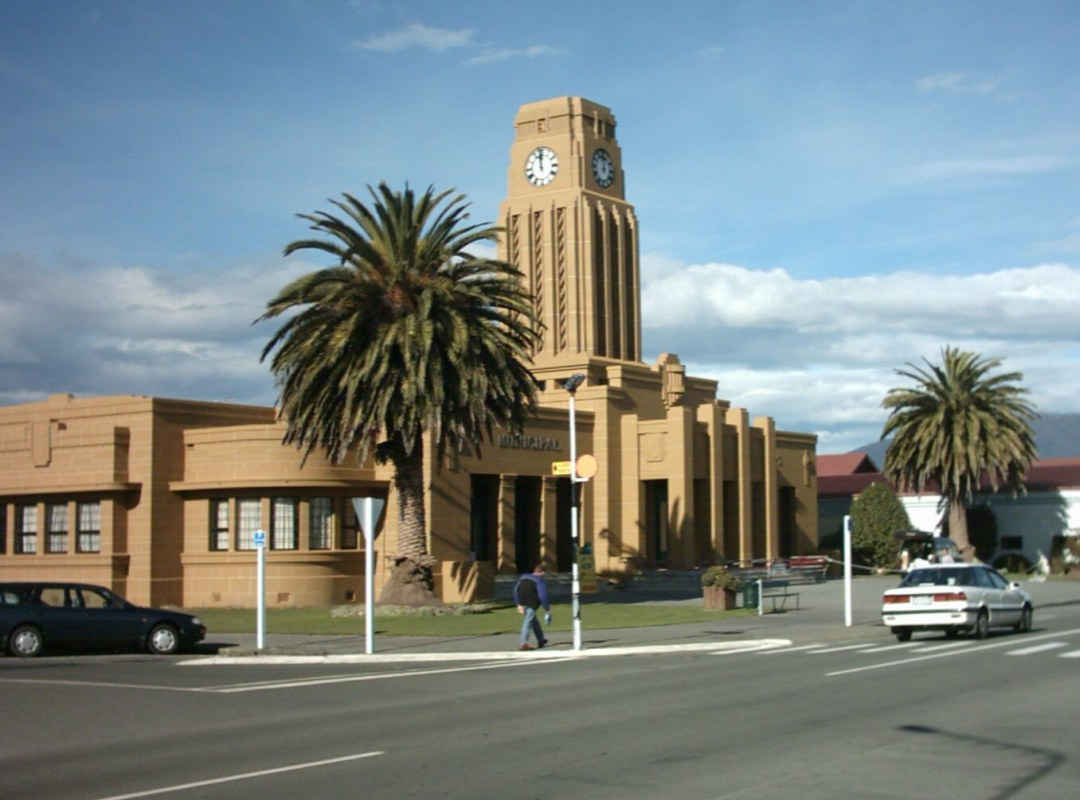
Miejski budynek w stylu Art déco

Westport – miasto w Nowej Zelandii na Wyspie Południowej. Położone na północnym brzegu i przy ujściu rzeki Buller. Około 3800 mieszkańców.